# 1692 Subbotina
1692 Subbotina eller 1936 QD är en asteroid i huvudbältet, som upptäcktes 16 augusti 1936 av den ryske astronomen Grigorij N. Neujmin vid Simeiz-observatoriet på Krim. Den har fått sitt namn efter den sovjetiske vetenskapsmannen Mikhail F. Subbotin.
Asteroiden har en diameter på ungefär 36 kilometer.